# Los Corazones (Oaxaca)
La localidad de Los Corazones (Oaxaca) pertenece al Municipio de San Pedro Tapanatepec. Hay 1,154 habitantes y está a 7 metros de altura. Es un pueblo con playa cercana: la playa de Pampa Lola está a 10 km. En la lista de los pueblos más poblados de todo el municipio, es el número 2 del Rankin.

## Ubicación
La localidad se ubica a 27.8 km en dirección suroeste de la cabecera municipal, cerca de los límites con el estado de Chiapas. En las coordenadas geográficas 16°12′33.6″N 94°04′28.3″O / 16.209333, -94.074528.